# Pfarrkirche Schwarzau am Steinfeld

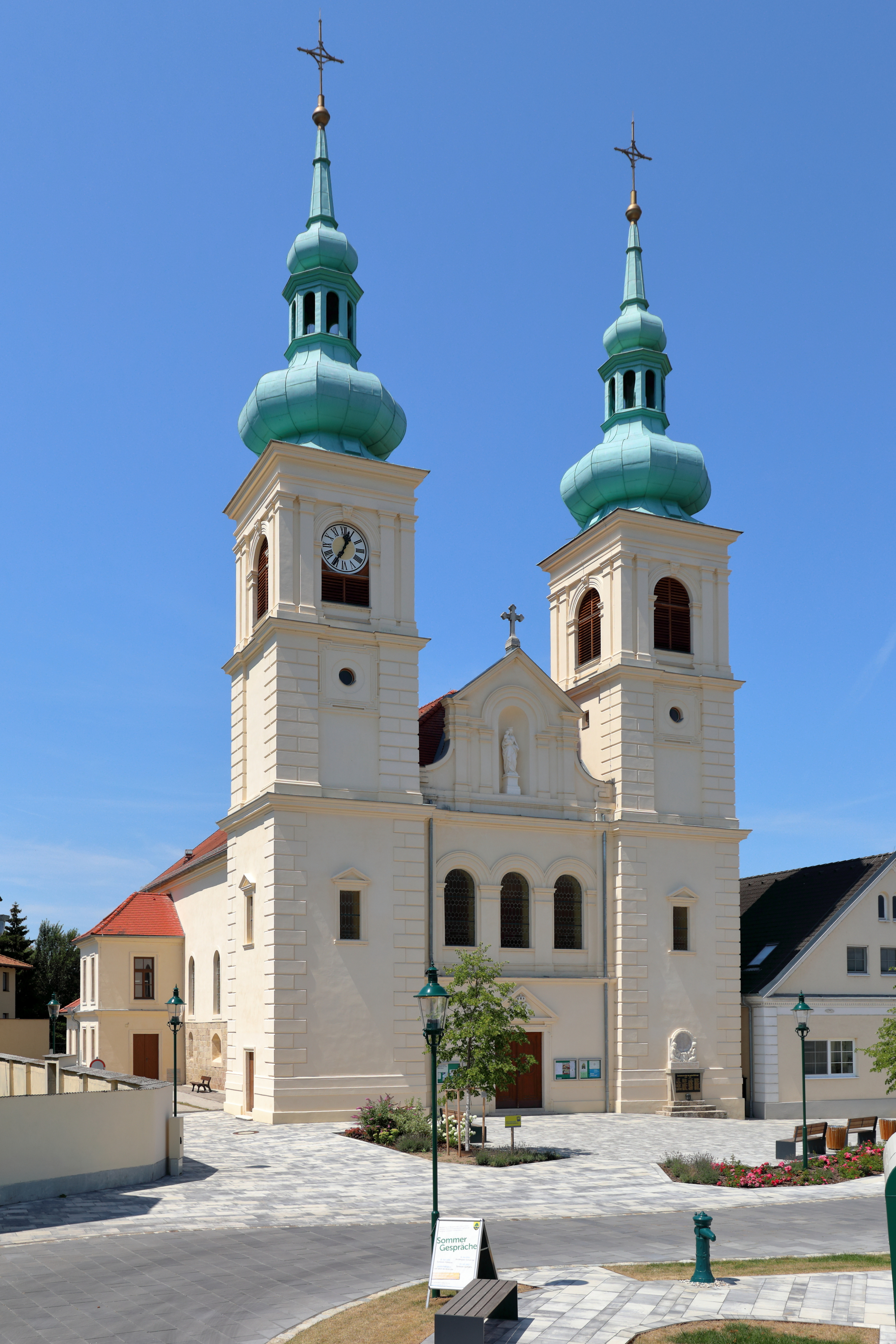
Katholische Pfarrkirche Hll. Johannes der Täufer und Maria vom Guten Rat in Schwarzau am Steinfeld

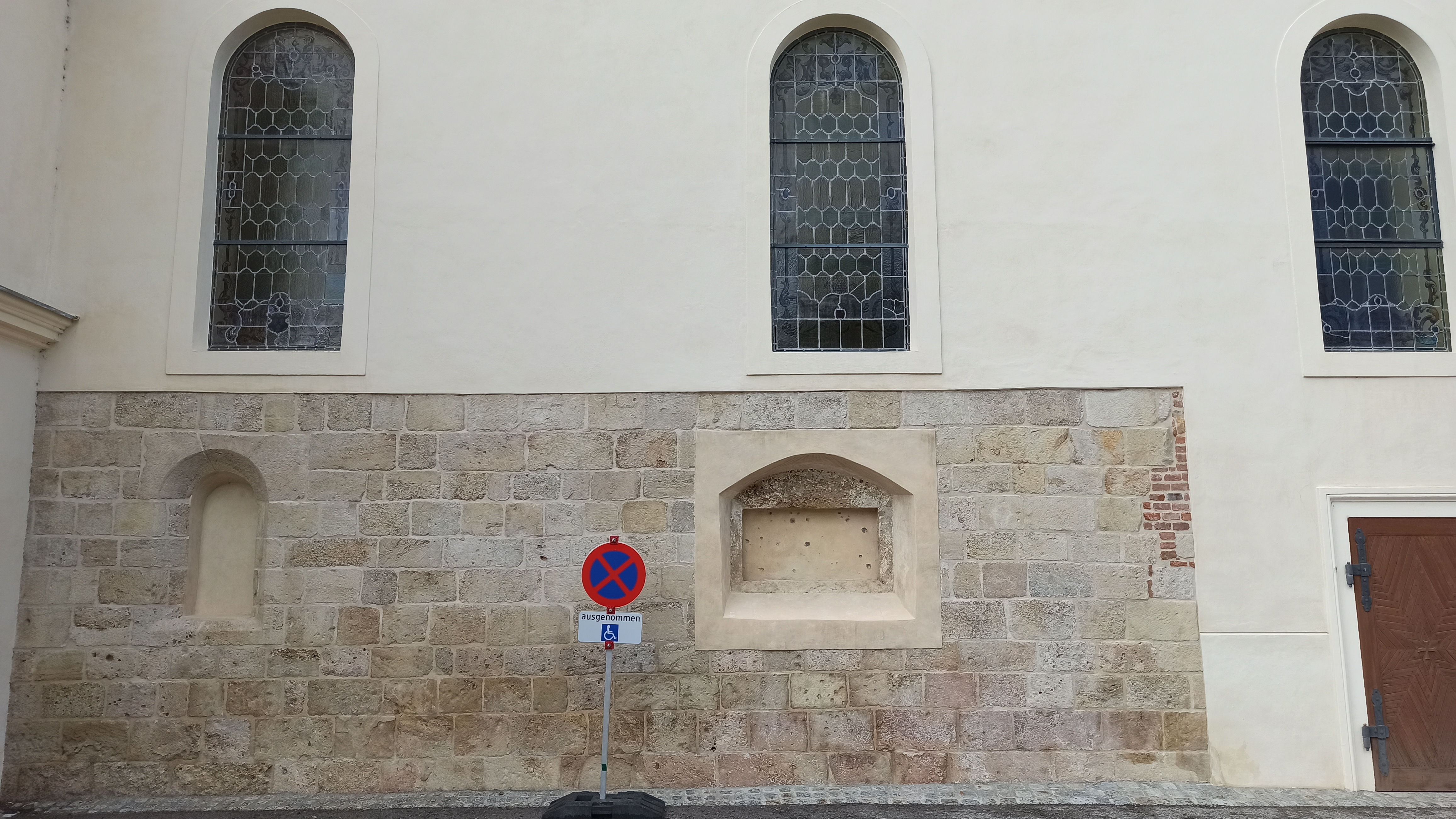
Quadermauerwerk aus dem 13. Jahrhundert

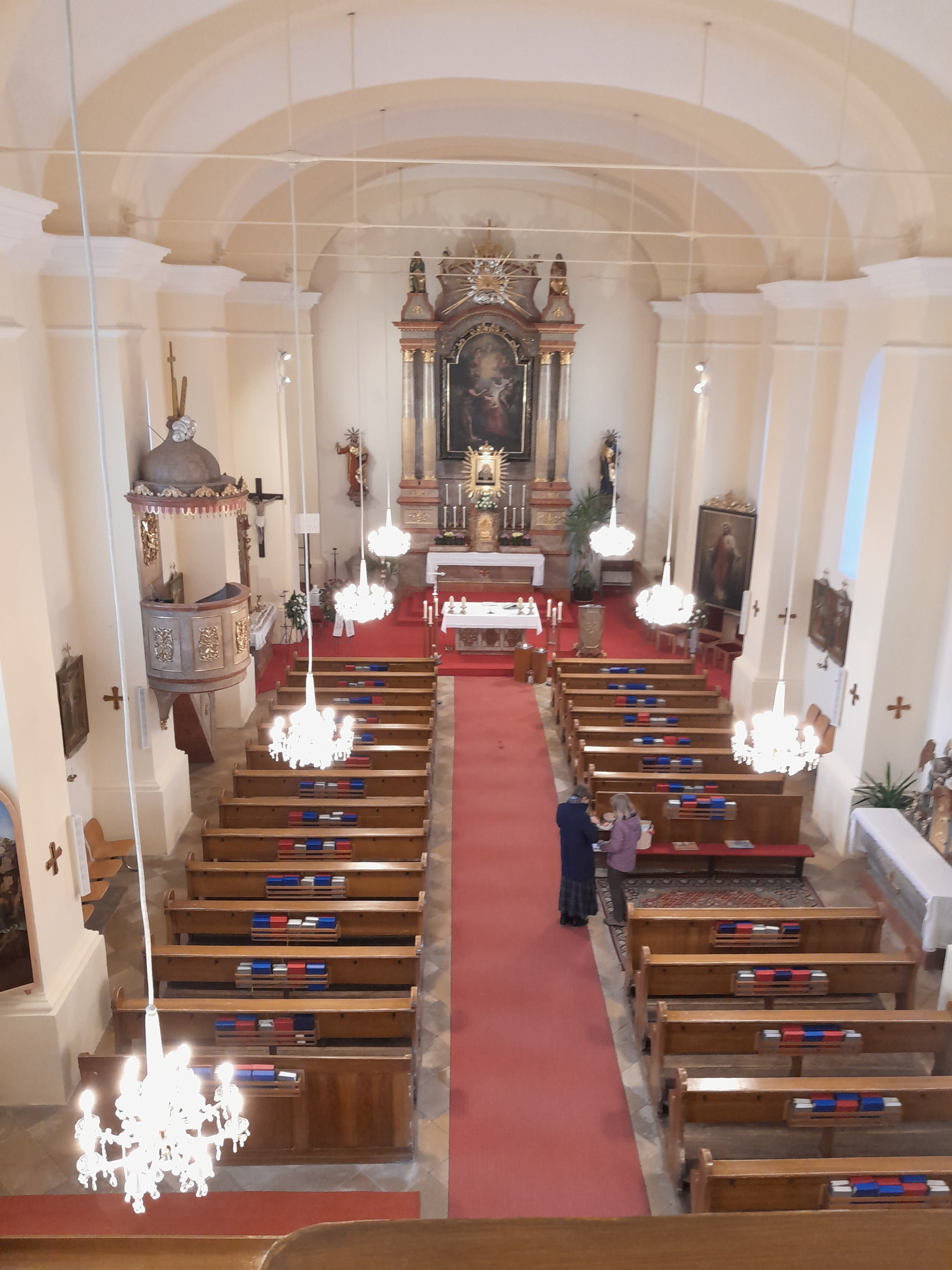
Langhaus, Blick zum Chor

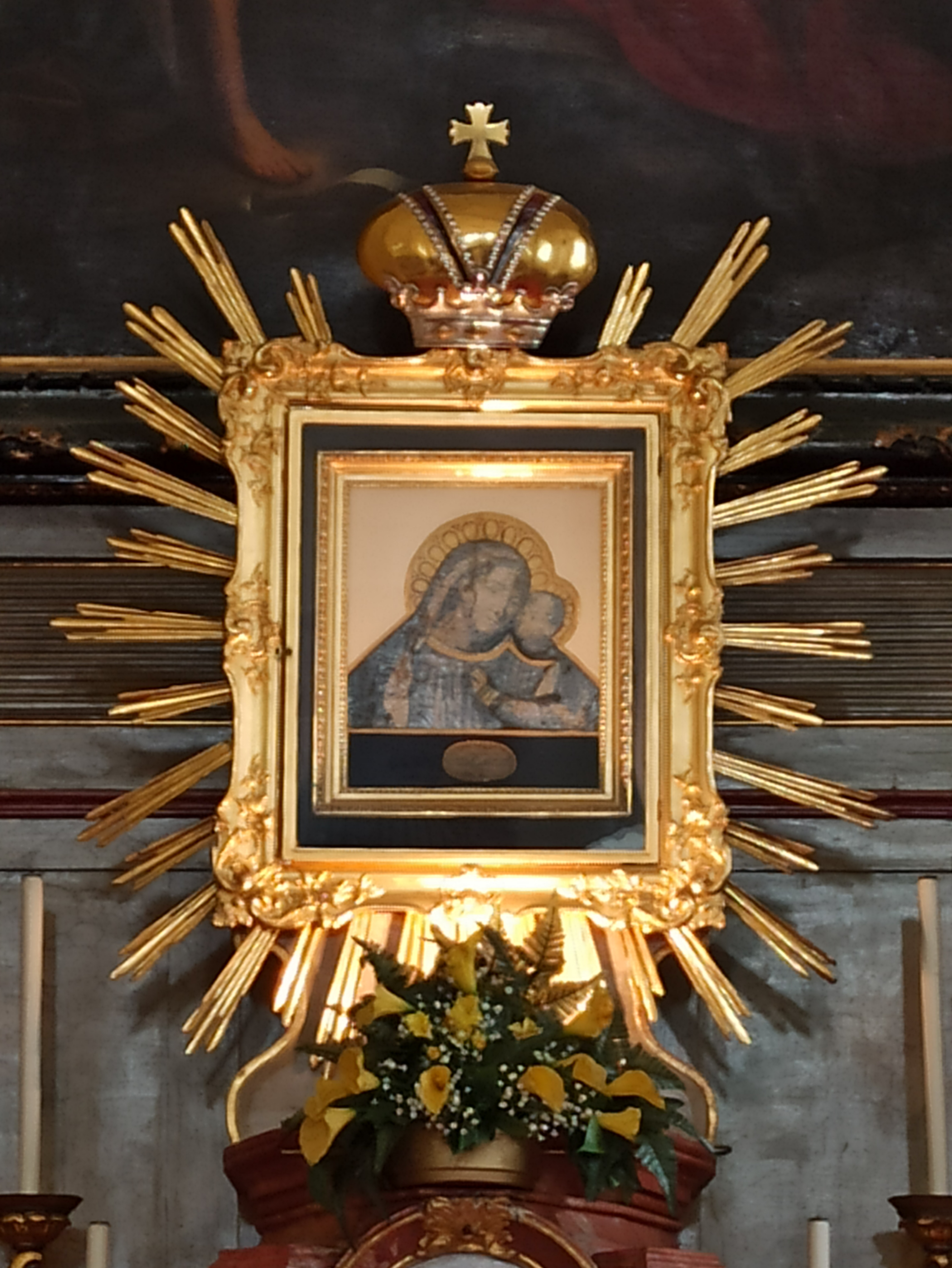
Gnadenbild Maria vom guten Rat

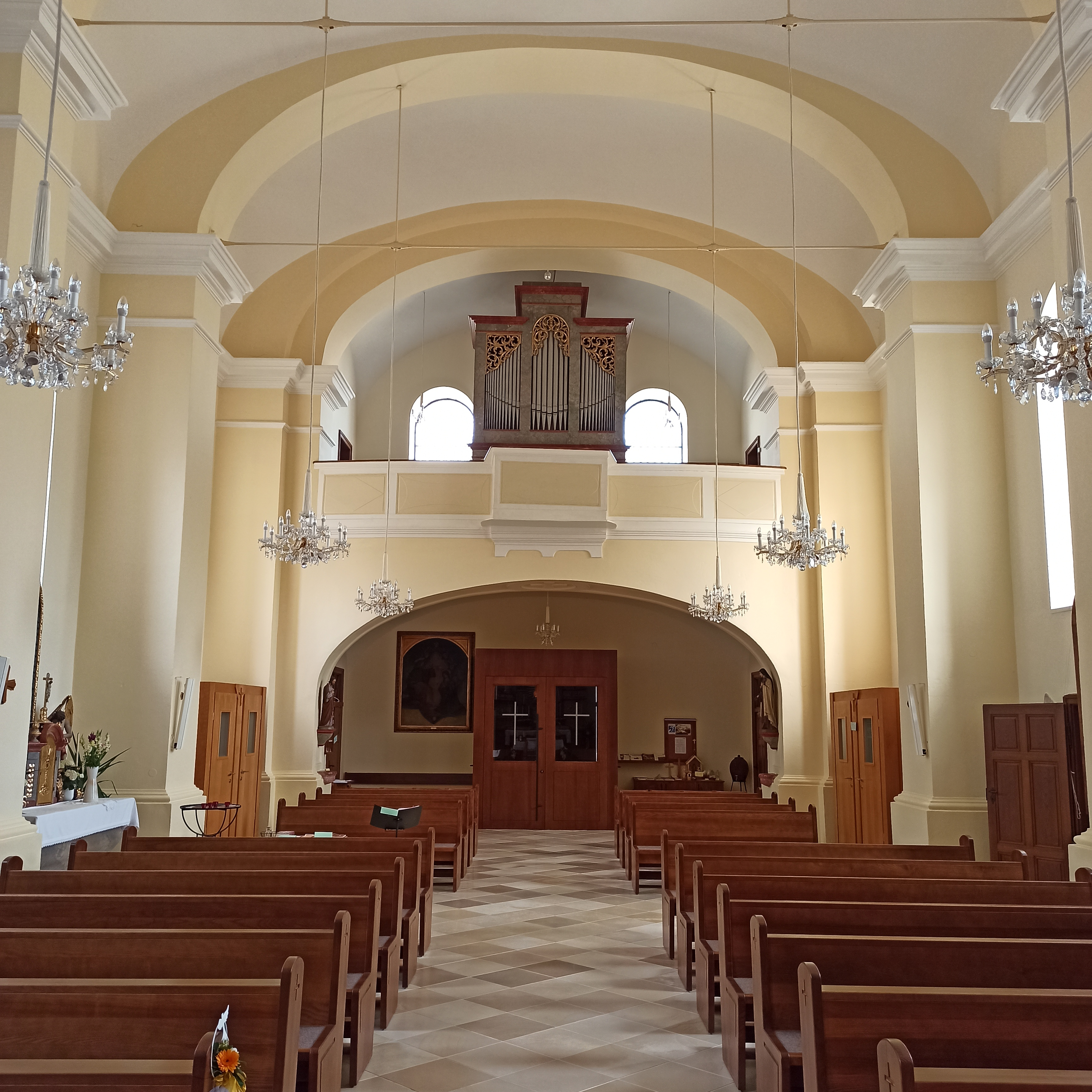
Langhaus, Blick zur Empore

Die römisch-katholische Pfarrkirche Schwarzau am Steinfeld steht in der Gemeinde Schwarzau am Steinfeld im Bezirk Neunkirchen in Niederösterreich. Die dem Patrozinium des Heiligen Johannes der Täufer unterstellte Pfarrkirche und ab 1780 dem Patrozinium Maria vom guten Rat unterstellte Wallfahrtskirche gehört zum Dekanat Lanzenkirchen in der Erzdiözese Wien. Die monumentale Saalkirche steht unter Denkmalschutz (Listeneintrag).

## Geschichte
Nach einer Überlieferung bestand am Ort der Kirche ein römisches Bauwerk. Der im Kern spätromanische Kirchenbau wurde unter Pernold von Stub, einer nicht greifbaren historischen Person im 15. Jahrhundert, gebaut. Die Lehenspfarrkirche der Familie Arberg wurde ab 1780 durch die Übertragung eines Gnadenbildes Mutter vom guten Rat von Genazzano zur Wallfahrtskirche. Bis 1795 hatte die Kirche wohl eine romanische Südapsis und einen quadratischen Chor. Ab 1795 erfolgten kleinere Umbauten. Ab 1826 unter Caroline Gräfin Lippona, Caroline Murat eine Schwester von Napoleon Bonaparte und Besitzerin der Herrschaft Frohsdorf veränderte sich die Kirche von 1795 bis 1865 zu zwei überkuppelten Räumen unter einem hohen Satteldach. Ab 1865 erfolgte ein groß angelegter nach Westen umorientierter Neubau unter Einbeziehung von älteren Mauerteilen unter dem Grafen von Chambord der Familie Bourbon-Parma und Besitzer der Herrschaft Frohsdorf nach den Plänen von Friedrich Schmidt durch den Baumeister Johann Friedel.

## Architektur
Das Langhaus mit hohen Rundbogenfenstern und der im Westen gerade schließende Chor stehen unter einem einheitlichen Satteldach. Südlich am Langhaus im Bereich der zwei mittleren der insgesamt sechs Joche zeigt die Mauer bis zur Sohlbankhöhe Quadermauerwerk aus der ersten Hälfte des 13. Jahrhunderts mit verschiedenen Steinsorten, nachträglich ausgefugtem Mörtel und mehreren Steinmetzzeichen. Ebendort sind auch zwei vermauerte Fenster, links ein romanisches Rundbogenfenster mit einem monolithischen Sturz und ein querformatiges Segmentbogenfenster wohl aus dem 17. Jahrhundert. Im Osten steht eine markante, die Langhausbreite überragende dreizonige Doppelturmfassade, mittig mit einem Giebelportal mit dem Wappen Bourbon-Parma, darüber gibt es drei Rundbogenfenster, bekrönt von einem eingeschwungenen Giebelaufsatz mit einer Nischenstatue der Madonna. Die barockisierenden Türme im Osten mit zwei Obergeschoßen stehen frei, sind mit Lisenen bzw. Pilasterpaaren gegliedert und tragen Zwiebelhelme mit Laternen. An der Südwestecke steht ein eingeschoßiger Sakristeianbau um 1900.
Das Kircheninnere zeigt ein Langhaus und einen Chor ohne Trennung mit sechs schmalen queroblongen Jochen unter Platzlgewölben auf kräftigen Wandpfeilern, im Osten gibt es ein eingezogenes Joch mit einer platzlunterwölbten, mit einem weiten Segmentbogen geöffneten Orgelempore.
Die ornamentale Glasmalerei schuf die Tiroler Glasmalerei Innsbruck 1908 und 1914.

## Einrichtung
Der Hochaltar aus dem Ende des 19. Jahrhunderts, als neobarocke übergiebelte Säulenpaarwand, zeigt das Altarblatt Taufe Christi um 1740 aus der Kirche/Kapelle von Schloss Frohsdorf hierher übertragen, und darunter das Gnadenbild Maria von guten Rat.
Die Seitenaltäre, rechts als neobarocke Wandädikula mit dem Altarblatt Mariä Heimsuchung aus der zweiten Hälfte des 19. Jahrhunderts flankiert von Engelsfiguren, und links einen Altartisch mit einem engelflankierten Tabernakelaufsatz vom ehemaligen Allerheiligen-Altar von 1828 und darüber das Leinwandbild Mariä Krönung aus der ersten Hälfte des 20. Jahrhunderts.
Die neogotische Kanzel hat einen runden Korb.
Die Orgel baute Joseph Seyberth 1869 in einem neobarocken Gehäuse. Zwei Glocken goss Josef Schweiger 1821 und 1830.

## Grabdenkmäler
Außen
- An der Südseite steht eine fragmentierte Grabplatte mit der Darstellung eines geritzten Rundhügels mit einem Stangenkreuz mit Kelch um 1300.
- An der Hauptfassade steht ein Kriegerdenkmal für die Gefallenen des Ersten Weltkrieges von 1930 mit einem Relief Kinder mit Lorbeerkranz vom Bildhauer C. Philipp, ergänzt durch Gedenktafeln für die Gefallenen des Zweiten Weltkrieges.

Innen
- An der südlichen Langhauswand Fragmente einer Inschriftplatte zu Pernold von Stub um 1300 und eine Grabplatte zu Nikolaus Schilling von Gottha 1594.